# Lophuromys chrysopus
Lophuromys chrysopus är en gnagare i släktet borstpälsade möss som förekommer i Etiopien.

## Utseende
Individerna når en kroppslängd (huvud och bål) av 10 till 12,8 cm, en svanslängd av 7,2 till 8,7 cm och en vikt av 34 till 65 g. De har 1,9 till 2,3 cm långa bakfötter och 1,6 till 2,0 cm stora öron. Den långa, tät och styva pälsen på ovansidan bildas av hår som är rödbruna vid roten och sedan svarta förutom ett smalt gult band före spetsen vad som ger ett spräckligt rödsvart utseende. Undersidan är täckt av krämfärgad päls med rosa eller gråa skuggor. De ljusa klorna står i kontrast till de svarta tårna. På svansens ovansida förekommer svartgråa fjäll och svarta hår. Undersidan bär gråa fjäll och gråa hår. Honor har två par spenar vid bröstet och ett par spenar vid ljumsken.

## Utbredning
Detta råttdjur har två från varandra skilda populationer i Etiopiens högland. Utbredningsområdet ligger 1200 till 2760 meter över havet. Habitatet utgörs av fuktiga skogar.

## Ekologi
Enligt undersökningar av artens mag- och tarmsystem äter den främst växter vad som skiljer Lophuromys chrysopus från andra släktmedlemmar som föredrar insekter. Individerna kan vara aktiva under alla dagstider. De är inte aggressiva mot artfränder eller mot exemplar av Lophuromys brevicaudus i fångenskap. Upphittade honor var dräktiga med två ungar.

## Status
Arten är talrik i utbredningsområdet. Skogsavverkningar kan påverka beståndet i framtiden. IUCN listar Lophuromys chrysopus som livskraftig (LC).